# Gornja Jelenska
Gornja Jelenska är en ort i Kroatien.   Den ligger i länet Moslavina, i den nordöstra delen av landet, 60 km öster om huvudstaden Zagreb. Gornja Jelenska ligger 140 meter över havet och antalet invånare är 887.
Terrängen runt Gornja Jelenska är platt åt sydväst, men åt nordost är den kuperad. Runt Gornja Jelenska är det ganska glesbefolkat, med 24 invånare per kvadratkilometer. Närmaste större samhälle är Kutina, 15,2 km söder om Gornja Jelenska. I omgivningarna runt Gornja Jelenska växer i huvudsak lövfällande lövskog.